# 柏市立図書館
柏市立図書館 （かしわしりつとしょかん）は、千葉県柏市が運営する公立図書館。本館は1976年（昭和51年）3月に開館した。
柏市柏五丁目にある本館と市内各地の17の分館（こども図書館を含む）で構成される。蔵書の貸出しを受けられるのは、柏市の在住者、柏市への通勤・通学者のほか、県内の隣接市（我孫子市、印西市、鎌ケ谷市、白井市、流山市、野田市、松戸市）の在住者となっている。

## 歴史
千葉県東葛飾郡柏町の柏町立図書館として、1954年（昭和29年）5月に開館した。同年9月に柏町は周辺町村との合併で東葛市へ移行し、東葛市立図書館に改称。同年11月の市名変更により柏市立図書館へ再度改称した。

## 施設一覧
柏市立図書館条例に基づき、以下に挙げる1つの本館（中央館）と17の分館が設置されている。
分館は、豊四季台が独立した建物で、こども図書館が市役所沼南庁舎内にあるほかは、全て近隣センター内にある。

### 本館
- 柏市立図書館（柏五丁目8番12号）

### 分館
- 豊四季台分館（豊四季台一丁目1番111号）
- 田中分館（大室249番地の1）
- 西原分館（西原三丁目2番48号）
- 南部分館（新逆井二丁目5番13号）
- 布施分館（布施1196番地の5
- 永楽台分館（永楽台二丁目11番25号）
- 増尾分館（増尾三丁目1番1号）
- 光ケ丘分館（光ケ丘団地200番5号）
- 新富分館（豊四季945番地の1）
- 高田分館（高田693番地の2）
- 根戸分館（根戸467番地）
- 新田原分館（東柏二丁目2番15号）
- 松葉分館（松葉町四丁目11番地）
- 藤心分館（藤心四丁目1番11号）
- 沼南分館（大島田440番地1）
- 高柳分館（高柳1652番地10）
- こども図書館（大島田48番地1）